# Dicromato de sódio
Dicromato de sódio, comercialmente também chamado de bicromato de sódio, é o composto químico com a fórmula Na2Cr2O7. Normalmente o sal é usado em sua forma dihidratada Na2Cr2O7·2H2O.  Sua química, aparência, e comportamento são muito similares ao de seu similar mais largamente encontrado dicromato de potássio. Esta substância é aproximadamente vinte vezes mais solúvel em água que o similar sal de potássio (49 g/L a 0 °C) e seu peso equivalente é também mais baixo, o que frequentemente é desejável.

## Aplicações
Tem aplicação como um conservante para madeira, em especial conjuntamente com o sulfato de cobre, no que é chamado de cromato de cobre ácido, que é uma mistura de sulfato de cobre, dicromato de sódio e trióxido de cromo, patenteada em 1927.

## Aplicações em química orgânica
Este composto oxida ligações C-H benzílicas e alicíclicas a derivados carbonila. Por exemplo, 2,4,6-trinitrotolueno é oxidado ao correspondente ácido carboxílico..  Similarmente,  2,3-dimethylnaphthalene é oxidado por Na2Cr2O7 para 2,3-naphthalenedicarboxylic acid (m.p. 239–241 °C).

## Segurança
Tal qual muitos compostos de cromo hexavalente, dicromato de sódio é considerado perigoso, possivelmente carcinogênico.